# Love Happens
Love Happens är en amerikansk romantisk dramafilm från 2009 i regi av Brandon Camp.

## Rollista (urval)
- Aaron Eckhart  - Burke
- Jennifer Aniston - Eloise
- Martin Sheen - Burkes svärfar
- Judy Greer - Marty
- Dan Fogler - Lane
- Joe Anderson - Tyler
- John Carroll Lynch - Walter